# 行進曲
行進曲（こうしんきょく、英語: march（マーチ）、フランス語: marche（マルシュ）、ドイツ語: Marsch（マルシュ）、イタリア語: marcia（マルチャ））は、歩速をそろえて行進をするために演奏される楽曲、ないし、行進を描写した楽曲。単独の作品の場合と、大規模な楽曲の一曲として作られたものの両方がある。

## 歴史
行進のための楽曲は古くからあり、軍楽や儀式などで使われてきたようである。
17世紀の終わりごろ、オスマン帝国（トルコ）の軍楽隊（メフテルハーネ）が中央ヨーロッパに来て、当時のヨーロッパ人に強烈な印象を与えた。この軍楽隊は、管楽器と太鼓とシンバルから成り、舞いながら行軍した。オスマン帝国軍が強かったこともあり、これが非常にヨーロッパに流行して、模した作品が数多く書かれた。『トルコ行進曲』と言われ、合奏ならば大太鼓、シンバル、トライアングルを含んだ。また、それら楽器を含む音楽が「トルコ風」としてトルコを表すものとして使われたこともある（モーツァルト：歌劇『後宮からの誘拐』序曲など）。

## 編成
管弦楽のための作品やピアノのための作品も多く作られているが、歴史的な経緯もあって、吹奏楽のために作曲されることが多い。
一方、吹奏楽団にとっても重要なレパートリーと考えられることが多く、例えば全日本吹奏楽コンクールの課題曲にも行進曲が採用されている。

## 形式
概ね複合三部形式で書かれ、中間部（トリオ）は下属調であることが多い。また人の歩調に合わせる関係から2/4拍子または2/2拍子、さらには3拍子の要素（3連符的な速度）が入った6/8拍子などの2拍子となる。トリオの後の主部（再現部）を欠くものも多く、『星条旗よ永遠なれ』や『ワシントン・ポスト』で有名なスーザの行進曲によくみられる。また、J.F.ワーグナーの『双頭の鷲の旗の下に』のようにトリオの終わりにD.C.（ダ・カーポ）が指定されている楽曲でも、主部に戻らないでトリオで終わらせる場合もある。

## 種類
特殊な儀礼のための行進曲に、結婚行進曲、葬送行進曲がある。

## 主な行進曲

### クラシック音楽
- モーツァルト：ピアノソナタ第11番第3楽章（トルコ行進曲）
- ベートーヴェン：交響曲第3番『英雄』第2楽章（葬送行進曲）、交響曲第7番第2楽章（葬送行進曲）、劇音楽『アテネの廃墟』第4曲『トルコ行進曲』、軍楽のための行進曲第1番『ヨルク行進曲』
- シューベルト：軍隊行進曲第1 - 3番（第1番が特に有名）
- ショパン：ピアノソナタ第2番第3楽章（葬送行進曲）
- メンデルスゾーン : 劇音楽『夏の夜の夢』第9曲『結婚行進曲』
- ワーグナー：歌劇『タンホイザー』から『大行進曲“歌の殿堂を称えよう”』、歌劇『ローエングリン』から『結婚行進曲（婚礼の合唱）』、楽劇『神々の黄昏』から『ジークフリートの葬送行進曲』
- ヴェルディ：歌劇『アイーダ』第2幕第2場から『凱旋行進曲』
- J.シュトラウス1世：ラデツキー行進曲、ドイツ統一行進曲
- J.シュトラウス2世：喜歌劇『ジプシー男爵』入場行進曲、エジプト行進曲、ペルシャ行進曲、皇帝フランツ・ヨーゼフ1世救命祝賀行進曲
- チャイコフスキー：スラヴ行進曲、バレエ音楽『くるみ割り人形』第1幕第2曲『行進曲』
- シュタルケ（オランダ語版）：剣と槍
- J.F.ワーグナー：双頭の鷲の旗の下に
- サン＝サーンス：英雄行進曲、『アルジェリア組曲』第4曲『フランス軍隊行進曲』、行進曲『東洋と西洋』
- フュルスト（ドイツ語版）：バーデンヴァイラー行進曲
- ゾンターク（ドイツ語版）：ニーベルンゲン行進曲
- タイケ：旧友、ツェッペリン伯爵
- シュランメル（英語版）：ウィーンはいつもウィーン
- フチーク：フィレンツェ行進曲、剣闘士の入場
- ガンヌ：勝利の父、ロレーヌ行進曲
- ベルリオーズ：劇的物語『ファウストの劫罰』から『ラコッツィ行進曲（ハンガリー行進曲）』
- アルフォード：ボギー大佐（のちに映画『戦場にかける橋』のテーマ曲として、マルコム・アーノルドに編作曲されたものは『クワイ河マーチ』）、ナイルの守り、砲声（銃声、映画『アラビアのロレンス』で使用）
- E.F.ゴールドマン（英語版）：木陰の散歩道
- エルガー：『威風堂々』第1 - 5番（第1番が特に有名）
- シベリウス：『カレリア』組曲から第3曲『行進曲風に』
- グリーグ：劇音楽『十字軍の王シーグル』から『忠誠行進曲』
- ウォルトン：戴冠式行進曲『王冠』、『宝玉と勺杖』
- ホルスト：ムーアサイド行進曲
- E.E.マッコイ：ライツ・アウト（消灯）（※1985年までのフジテレビ系スポーツ・競馬番組テーマ曲）
- ヴァン・デル・ロースト：コンテスト・マーチ『マーキュリー』、コンサート・マーチ『アルセナール』
- イェッセル：喜歌劇『おもちゃの兵隊の観兵式』から『おもちゃの兵隊の観兵式』
- ミーチャム：アメリカン・パトロール（アメリカ巡羅兵）
- ピエルネ：ピアノ曲集『小さな友達のためのアルバム』組曲作品14第6曲『鉛の兵隊の行進曲』
- スーザ：星条旗よ永遠なれ、ワシントン・ポスト、士官候補生、雷神、忠誠、海を越える握手、キング・コットン、美中の美、マンハッタン・ビーチ、エル・カピタン（オペレッタ『エル・カピタン』から行進曲に編曲）
- ドリーブ：バレエ音楽『シルヴィア』第3幕第2曲『バッカスの行列』
- ビゼー：歌劇『カルメン』第1幕前奏曲第1部
- イッポリトフ＝イワノフ：組曲『コーカサスの風景』第4曲『酋長の行列』
- マイアベーア：歌劇『予言者』から『戴冠式行進曲』
- グノー：操り人形の葬送行進曲
- フランス民謡：3人の王の行列（王の行進）
- ロッシーニ：歌劇『ウィリアム・テル』序曲第4部（スイス軍隊の行進）
- バグリー（英語版）：国民の象徴（英語版）

### 国歌・軍歌
- C.ツィマーマン：錨を上げて
- 聶耳：義勇軍進行曲（元々は抗日映画『風雲児女』主題歌）
- ヨハン・ゴトフリート・ピフケ：プロイセンの栄光
- ジョージ・フレデリック・ルート：Tramp!Tramp!Tramp!
- 鄭律成：中国人民解放軍進行曲
- アレクサンドル・アレクサンドロフ：ソビエト陸軍の歌
- シャルル・ルルー：陸軍分列行進曲
- 吉本光藏：君が代行進曲
- 大沼哲：立派な兵隊（戦後『立派な青年』に改題）
- 山田耕筰：連合艦隊行進曲、第三艦隊行進曲
- 瀬戸口藤吉：軍艦行進曲、愛国行進曲、体育大行進、敷島艦行進曲
- 斉藤丑松：行進曲『愛国』、行進曲『太平洋』、大行進曲『大日本』
- 堀滝比呂：行進曲『凱旋』、『儀仗隊』
- 須摩洋朔：行進曲『大空』
- 矢部政男：航空自衛隊行進曲『空の精鋭』
- 江口夜詩：千代田城を仰ぎて、観艦式
- 片山正見：のばせ山口、ハワイ大海戦、祝勝
- パトリック・ギルモア：ジョニーが凱旋するとき
- ブリティッシュ・グレナディアーズ
- プランケット／ラウスキ：サンブル・エ・ミューズ連隊行進曲
- イスマイル・ハック・ベイ：ジェッディン・デデン
- デイヴィット・T・ショー：コロンビア・大洋の宝

### 映画音楽・その他の音楽
- ポール・アンカ：史上最大の作戦（映画『史上最大の作戦』主題歌）
- 須摩洋朔：大空、鬨の声（戦後『歓声』に改題）、祝典ギャロップ
- レイモンド服部：コバルトの空（※TBSテレビ・ラジオ系旧スポーツテーマ曲）
- 團伊玖磨：祝典行進曲、新・祝典行進曲、希望、行進曲『べっぷ』
- 黛敏郎：スポーツ行進曲（※日本テレビ系スポーツテーマ曲）、祖国
- 山本直純：白銀の栄光（1972年札幌オリンピック）
- 古関裕而：スポーツショー行進曲（※NHKスポーツテーマ曲）、オリンピック・マーチ（1964年東京オリンピック）、栄冠は君に輝く（全国高等学校野球選手権大会の大会歌）
- 兼田敏：陽気な高校生
- 川崎優：万国博マーチ（のち『進歩と調和』に改題）、希望
- 神津善行：朝日に栄光あれ（※テレビ朝日スポーツテーマ曲）
- 伊福部昭：吉志舞（俗称『怪獣大戦争マーチ』）
- E.バーンスタイン：大脱走マーチ（映画『大脱走』テーマ曲）
- ジョン・ウィリアムズ：映画『1941』マーチ、レイダース・マーチ（映画『インディ・ジョーンズ シリーズ』メインテーマ）、帝国のマーチ（映画『スター・ウォーズ エピソード5/帝国の逆襲』から）、スーパーマン・マーチ（映画『スーパーマン』メインテーマ）
- すぎやまこういち：ドラゴンクエストシリーズ『序曲のマーチ』、『ドラゴンクエストマーチ』、『おてんば姫の行進』
- 三木たかし：アンパンマンのマーチ
- 宮川泰：巨泉・前武ゲバゲバ90分! オープニングテーマ
- リチャード・ヘイグマン：映画『黄色いリボン』テーマ
- マイク・ポスト：特攻野郎Aチーム テーマ
- ヘンリー・マンシーニ：子象の行進 (映画『ハタリ!』より)
- 三木佑二郎：コンバットマーチ
- バリー・グレイ：サンダーバード テーマ
- 栗原正己：『あずまんが大王』オリジナル・サウンドトラックから『さぁ、始めよう』
- 黒人霊歌：聖者の行進
- 水前寺清子：三百六十五歩のマーチ
- 川崎豊／曽我直子：蒲田行進曲